# جبر لی ساده
در جبر، جبر لی ساده (به انگلیسی: Simple Lie Algebra)، جبر لی نا-آبلی است که شامل ایده‌آل‌های محض ناصفری می‌باشد. دسته‌بندی جبرهای لی ساده حقیقی، یکی از دستاوردهای ویلهلم کیلینگ و الی کارتان می‌باشد.
جمع مستقیم جبرهای لی ساده را جبر لی نیم-ساده گویند.
گروه لی ساده، گروه لی همبندی است که جبر لی اش ساده باشد.